# Constantino Brancovan

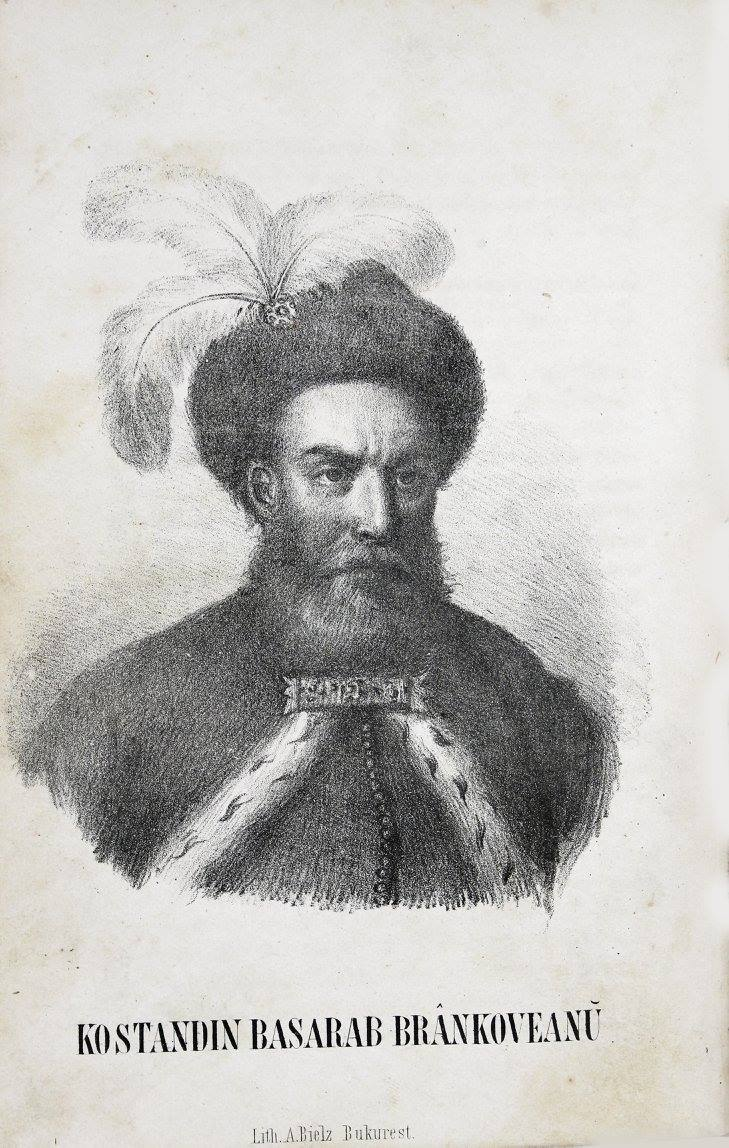
Retrato en litografía de Constantin Brâncoveanu

Constantino Brancovan o Constantin Brâncoveanu (1654-15 de agosto de 1714) fue gobernante del principado de Valaquia entre 1688 y 1714.

## Biografía

### Ascensión
Descendiente de la familia de boyardos Craiovești y familiar de Matei Basarab, Brâncoveanu nació en la hacienda Brâncoveni y fue criado en la casa de su tío, el "stolnic" Constantin Cantacuzino. Se vio involucrado en el conflicto entre Constantin y Șerban Cantacuzino, y después ocupó el trono después de la misteriosa muerte de Șerban. Al principio fue apoyado por Constantin Cantacuzino, pero los dos llegaron al final a disputar violentamente. Cantacuzino Fue exiliado, y empezó a promover la causa de su hijo Ștefan, mientas competía con Brancovan por el apoyo del Imperio otomano, de quien el principado de Valaquia era entonces vasallo.

### Política
El príncipe empezó a negociar alianzas anti-otomanas al principio con la monarquía habsbúrgica, y después con la Rusia de Pedro I: cuando en 1710 los rusos intervinieron en Moldavia, el príncipe estableció contactos con el zar y aceptó sus regalos, mientras que su rivalidad con el príncipe moldavo Dimitrie Cantemir (el principal aliado regional de los rusos) previno una medida política más drástica. En lugar de eso, Brancovan agrupó las tropas valacas en Urlaţi, cerca de la frontera moldava, esperando que tropas rusas entraran en su país para ofrecer sus servicios al zar, y también preparándose para la contraofensiva otomana en el caso de un cambio de fortuna. Cuando varios de sus nobles boyardos huyeron hacia el campamento ruso, el príncipe se vio obligado a elegir en favor de los otomanos o arriesgarse a ser enemigo del Imperio otomano, así que devolvió rápidamente los regalos que había recibido de los rusos. 
Acciones como estas fueron denunciadas al sultán Ahmed III. Brancovan fue depuesto del trono y llevado arrestado hasta Istanbul, donde estuvo encarcelado en 1714 en la fortaleza de Yedikule. Ahí fue torturado por los otomanos, quienes esperaban averiguar donde tenía escondida su supuesta fortuna. Él y sus cuatro hijos fueron decapitados en agosto, junto con el leal tesorero Enache Văcărescu.
Conforme a su secretario, Anton Maria del Chiaro, sus cabezas fueron llevadas sobre palos por las calles de Istanbul, un episodio que causó inquietud en la ciudad. Temiéndose una rebelión, incluso por los musulmanes indignados de la injusticia cometida en contra del príncipe, sus hijos y su cercano colaborador, se ordenó arrojar los cuerpos en el Bósforo. Unos pescadores cristianos recogieron los cuerpos de las aguas y los enterraron en el monasterio Halchi, cerca de Istanbul. 

### Empresas culturales
Fue un gran patrono de la cultura. Durante su reinado, muchos textos rumanos, griegos, eslavónico, árabes, turcos y georgianos fueron impresos, después de que una imprenta con prensa fuese establecida en Bucarest, una institución supervisada por Antim Ivireanul.
Durante su reinado, se originó en Valaquia el estilo arquitectónico conocido como "estilo Brâncovenesc", una síntesis de las arquitecturas renacentistas y bizantinas. Empresas culturales como estas se basaron en el crecimiento de los impuestos, crecimiento determinado también por la presión fiscal de los otomanos.

## Legado
La intriga que marcó el ascenso de Constantino y su reinado, está reflejada en las crónicas de su tiempo, que están divididas desde el punto de vista ideológico: "Letopisețul Cantacuzinesc", presenta desfavorablemente el reinado de Şerban, y lo mismo hace "Cronica Bălenilor"; el relato de Radu Greceanu es el retrato oficial del reinado de Brâncoveanu, mientras que Radu Popescu está en contra de los dueños de la casa Cantacuzino. La "Historia Hieroglyphica" de Dimitrie Cantemir se centra en el conflicto, y refleja la preferencia de Cantemir por Constantin Cantacuzino, quien se convirtió en familiar de Dimitrie Cantemir después del casamiento de éste.
El breve reinado de Ștefan Cantacuzino vio el declive final de los Cantacuzino; él, junto con su padre, fue ejecutado por los otomanos, quienes vieron como solución para prevenir el riesgo de una futura alianza valaco-rusa la imposición del rígido sistema de dirigentes fanariotas, inaugurado en el principado de Valaquia por Nicholas Mavrocordatos, quien, por su anterior reinado en Moldavia, es considerado también el primer líder fanariota de ese país. 
A causa de su trágica muerte, Constantino Brancovan llegó a ser el héroe de varias baladas populares rumanas, y fue también representado en algunas monedas de Rumania. Conforme a la Iglesia Ortodoxa Rumana, el motivo de su ejecución y la de sus hijos fue su rechazo a renunciar a la fe cristiana, y a convertirse al Islam. En 1992 la Iglesia lo declaró a él, a sus hijos y a Enache Văcărescu, santos y mártires - "Sfinții Martiri Binecredinciosul Voievod Constantin Brâncoveanu, împreună cu fiii săi Constantin, Ștefan, Radu, Matei și sfetnicul Ianache". El día del calendario religioso para ellos es el 16 de agosto. 
La Universidad Constantin Brâncoveanu está en Pitești, pero tiene también filiales en Brăila y Râmnicu Vâlcea.